# ارسا (قمر)
ارسا (به انگلیسی: Ersa) ‎/ˈɜːrsə/‎ که همچنین با نام مشتری LXXI شناخته شده‌است، ماهواره طبیعی کوچک و خارجی مشتری است که توسط اسکات اس. شپرد در ۱۱ مه ۲۰۱۸ با استفاده از تلسکوپ ۴ متری ویکتور ام بلانکو در رصدخانه سرو تولولو، شیلی کشف شد. پس از اینکه مشاهدات در بازه زمانی کافی برای تأیید مدار ارسا جمع‌آوری شد، در ۱۷ ژوئیه ۲۰۱۸، این قمر همراه با ۱۰ قمر دیگر مشتری معرفی شده و به طور موقت توسط مرکز بررسی ریزسیاره‌ها، نام S/2018 J 1 برای آن تعیین شد. ارسا در رصدهای پیش‌یابی در ۶ اوت ۲۰۰۰ دیده شده بود.
ارسا بخشی از گروه هیمالیا است، یعنی خوشه‌ای فشرده از قمرهای نامنظم موافق‌گرد مشتری که مداری مشابه قمر هیمالیا را در نیم قطر بزرگ بین ۱۱–۱۲ میلیون کیلومتر (۶٫۸–۷٫۵ میلیون مایل) و انحراف مداری بین ۲۶ تا ۳۱ درجه دنبال می‌کنند. این قمر با قطر تخمینی ۳ کیلومتر (۱٫۹ مایل) و قدر مطلق ۱۵٫۹، یکی از کوچک‌ترین اعضای شناخته شدهٔ گروه هیمالیا است.

## نام

انیمیشنی از تصاویر پیش‌یابی ارسا که توسط CFHT در ۲۴ فوریه ۲۰۰۳ گرفته شده‌است

این قمر در سال ۲۰۱۹ به نام ارسا، الهه شبنم یونانی، دختر زئوس و سلنه نامگذاری شده‌است. این قمر متعلق به مخالف‌گرد گروه هیمالیا است که نام آنها به a ختم می‌شود.

## مدار
ارسا به‌طور متوسط در نیم قطر بزرگ حدود ۱۱٬۴۰۱٬۰۰۰ کیلومتر (۷٬۰۸۴٬۰۰۰ مایل) و انحراف مداری حدود ۲۹٫۱ درجه نسبت به دایره البروج به دور مشتری می‌چرخد. ارسا مانند تمام قمرهای نامنظم مشتری، تا اندازه‌ای از مشتری دور است که به شدت در معرض اغتشاشات گرانشی خورشید و سیارات دیگر قرار دارد و این امر باعث می‌شود که مدار آن در طول زمان بسیار متغیر باشد.